# Nim Li Punit
Nim Li Punit è un sito archeologico costruito dalla civiltà Maya situato nel distretto di Toledo in Belize, a 40 km a nord della città di Punta Gorda. Il nome Nim Li Punit significa "gran cappello" in lingua maya, riferendosi ai copricapi illustrati su una stele del sito.
Nim Li Punit è un sito di medie dimensioni appartenente al periodo classico, fiorente dal V secolo all'VIII secolo. Vi sono strutture attorno a tre piazze, tra cui alcune piramidi, una delle quali è alta 12,2 metri. Le stele del sito rappresentano i governatori della città e alcune di esse non furono mai terminate. 
Nim Li Punit si trova sulle pendici dei monti Maya.

## Architettura
La città antica di Nim Li Punit venne costruita secondo gli stili Maya delle terre basse, come a Lubaantún, Pusilha e Uxbenka. Nim Li Punit è stata costruita con forme geometriche tipiche del Periodo Classico, con l'uso di materiale riempitivo; la disposizione delle strutture emula la visione del mondo cosmologico dei Maya, dove la terra è al centro, e il mondo del cielo è rappresentato da reliquie e strutture di tumuli. La posizione del giardino da gioco è in mezzo, a rappresentare il conflitto perpetuo tra le forze della vita e della morte.
Si pensa che all'interno della Plaza della Stela nel gruppo sud ci sia un complesso geometrico del Gruppo E che veniva usato per osservazioni astronomiche. Per esempio vi sono diversi monumenti di fronte alla Struttura Uno che segnano il punto del solstizio e dell'equinozio. A differenza di Lubaantún, dove le costruzioni vennero effettuate con l'impiego della tecnica del muretto a secco, le strutture di Nim Li Punit sono cementate con malta, e gli incastri elaborati di Lubaantún sono assenti.

## Popolazione e occupazione

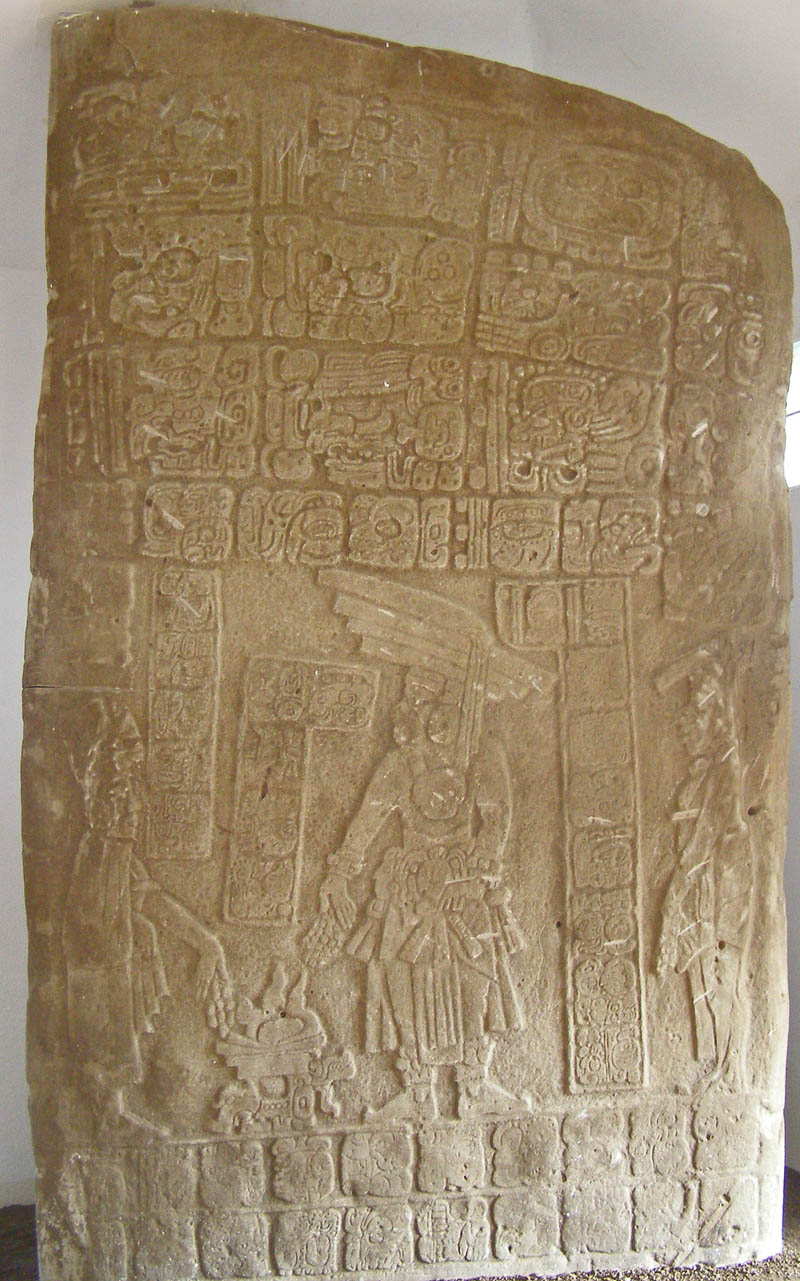
Stele che mostra un governatore provvisto di "gran cappello"

La popolazione del sito raggiunse un numero di unità intorno a 5000-7000 nel periodo di maggiore splendore. Gli occupanti del sito probabilmente migrarono dal Guatemala. La gente di Nim Li Punit parlava un dialetto della lingua Cholan, originaria dell'entroterra Maya. Alcune prove ricavate dalle stele descrivono il sito come attivo nel periodo tra il 721 e il 790 secondo i calcoli effettuati con il calendario Maya e basandosi sulle iscrizioni. Come in altri siti, Nim Li Punit cominciò a depopolarsi improvvisamente intorno al IX secolo, forse a causa della sovrappopolazione.. Gli abitanti di Nim Li Punit erano possibilmente alleati con altri centri maya importanti, come Tikal.

## Scoperta e scavi

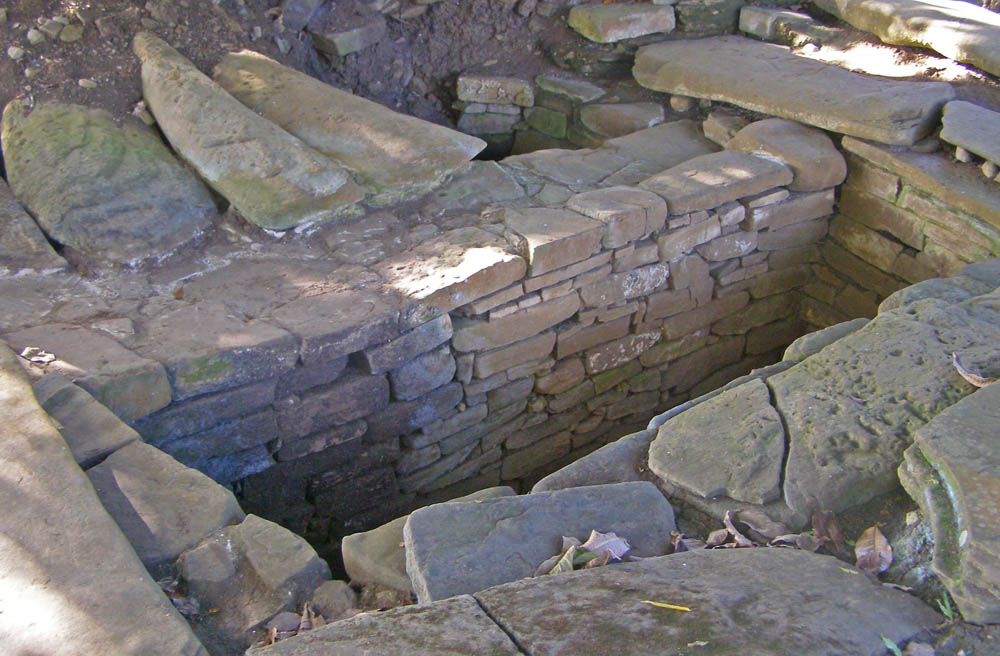
Tomba aperta a Nim Li Punit

Nim Li Punit venne scoperto nel 1976 con alcune esplorazioni iniziali condotte da Norman Hammond del British Museum-Università di Cambridge. Hammond produsse una mappa del sito e riportò alla luce una parte della piazza centrale. In seguito Barbara McLeod della Università del Texas, Austin, analizzò dettagliatamente alcune scritture sulle stele. Nel 1983 Richard Levanthal esplorò il sito. Altri scavi minori negli anni '90 vennero effettuati dal dipartimento di archeologia del Belize sotto la supervisione di John Morris e Juan Luis Bonor.